# L’Isle-en-Rigault
L’Isle-en-Rigault ist eine französische Gemeinde mit 465 Einwohnern (Stand 1. Januar 2022) im Département Meuse in der Region Grand Est. Sie gehört zum Arrondissement Bar-le-Duc und zum Kanton Ancerville.
Nachbargemeinden sind Robert-Espagne im Norden, Trémont-sur-Saulx im Nordosten, Ville-sur-Saulx im Osten, Saudrupt im Südosten, Sommelonne im Süden, Baudonvilliers im Südwesten und Trois-Fontaines-l’Abbaye im Westen.

## Bevölkerungsentwicklung
| Jahr      | 1962 | 1968 | 1975 | 1982 | 1990 | 1999 | 2008 | 2017 |
| --------- | ---- | ---- | ---- | ---- | ---- | ---- | ---- | ---- |
| Einwohner | 650  | 627  | 610  | 607  | 609  | 532  | 535  | 481  |

## Sehenswürdigkeiten
- ehemalige Kirche Saint-Hilaire, erbaut um das Jahr 1160
- neue Kirche im Saint-Hilaire, erbaut 1857
- Kapelle Saint-Christophe
- Waschhaus aus dem 19. Jahrhundert
- Gefallenendenkmal

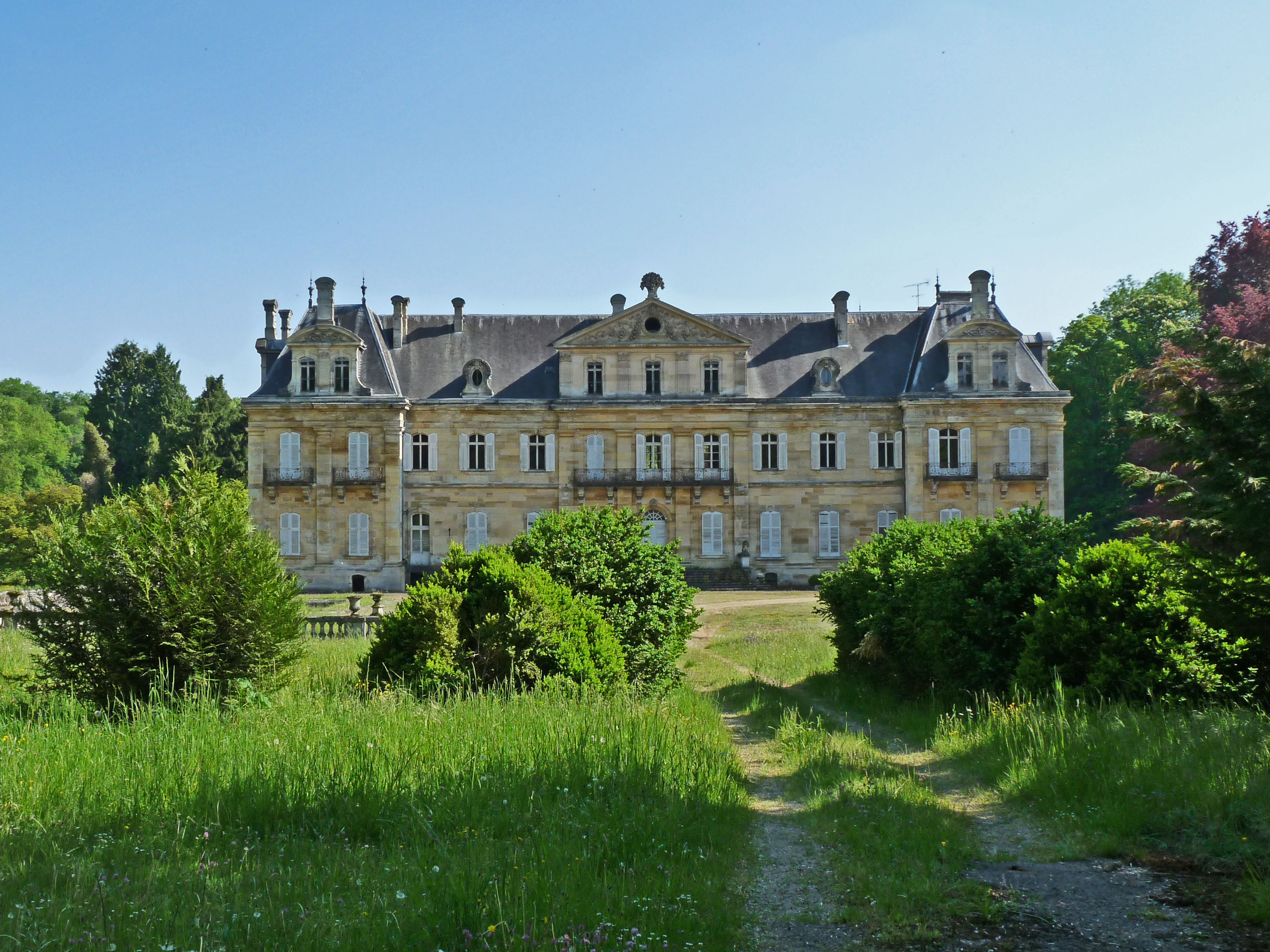
Schloss von Jean d’Heurs, seit 1972 Monument historique
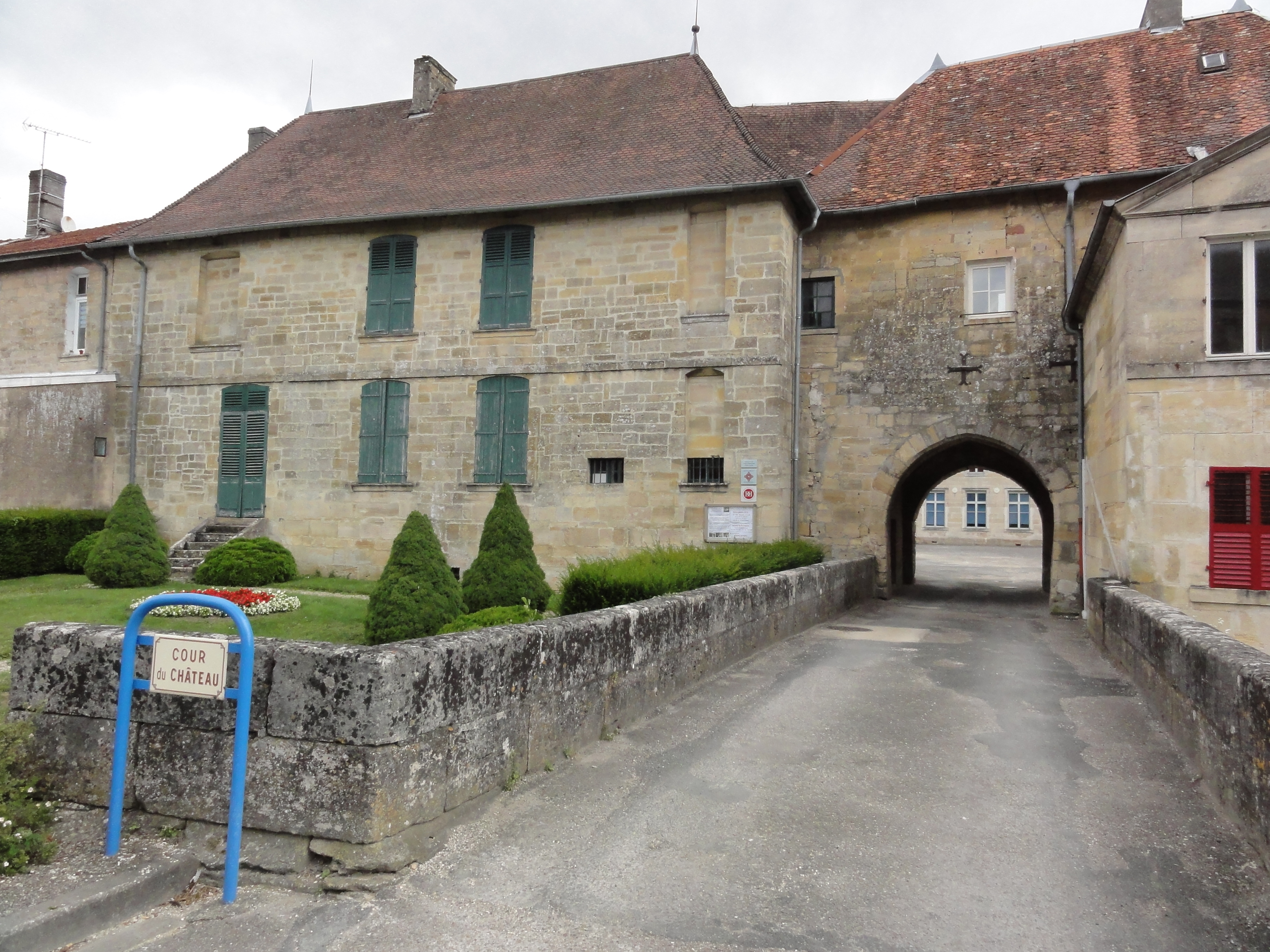
Schloss von L’Isle-en-Rigault, seit 1992 Monument historique
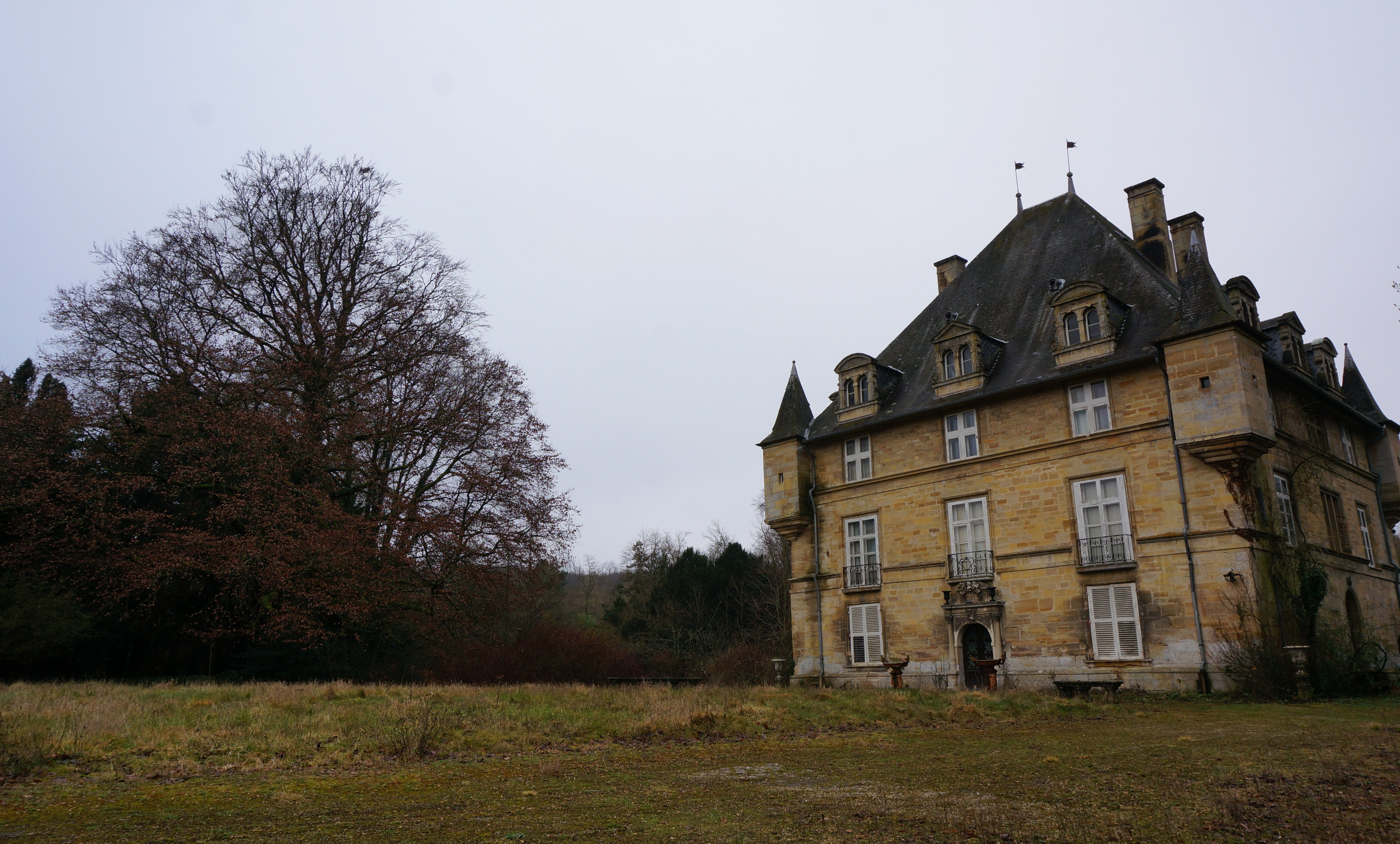
Schloss von Trèves mit Schlosspark

## Persönlichkeiten
- Venance Dodo (1862–1926), 60. Generalminister des Kapuzinerordens